# Thomas Sanders
Thomas Sanders, (Gainesville, Florida, 24 de abril de 1989) é um cantor, ator, roterista, e celebridade da internet, que ficou famoso devido ao Vine e ao YouTube. Ele é mais conhecido pelo seu canal  no YouTube e carreira no Vine, da qual durou entre Abril de 2013 até o site ser oficialmente desativado pelo Twitter em janeiro de 2017. Depois da desativação, ele continuou a criar vídeos em diferentes plataformas sociais. Sanders cria vídeos de longa duração no YouTube, enquanto simultaneamente postando curtas no estilo de Vine no Instagram, Tumblr, Twitter, e recentemente, TikTok. A sua personalidade online consiste em sketches de comédia, música e justiça social.
Sanders é conhecido principalmente pelas séries de Vines Narrarating People's Lives, também conhecido como Storytime, sua série de pegadinhas Disney Pranks with Friends, e pelas suas web séries, Sanders Sides e Cartoon Therapy. Ele chegou a ter mais de 7.4 bilhões de loops no Vine, e 8.3 milhões de seguidores no Vine, tornando a sua carreira na curta história da plataforma uma das mais bem-sucedidas. No YouTube, ele possui dois canais, Thomas Sanders, e Thomas Sanders and Friends. A partir de Novembro de 2020, o seu canal principal possui 3.49 milhões de inscritos, e o seu segundo canal possui aproximadamente 376,000 de inscritos. Sanders ganhou dois Shorty Awards e um Streamy Award, por Melhor Viner e Melhor Comediante do YouTube, e foi nominado à um Teen Choice Award para Viner de Escolha, entre outros reconhechimentos. 

## Vida pessoal
Sanders nasceu e foi criado em Gainesville, na Flórida, onde ainda vive hoje em dia. O seu bisavô materno foi nascido na Irlanda, e sua bisavó materna era membro das Ziegfeld Follies, algo que Sanders reconhece como uma "conexão ancestral com o palco". O trabalho de seu pai é como professor. Os seus pais tiveram quatro filhos, Patrick, Christian, Thomas e Shea. Thomas é dois anos mais velho que Shea, e oito anos mais novo que Patrick e Christian. Ele começou a cantar em público e tomou os seus primeiros passos em atuação na Escola Fundamental de Kanapaha, localizada em Gainesville, cantando em severos coros e autuando em múltiplas peças escolares. Mais tarde, Sanders combinou seus estudos na Universidade da Flórida com o teatro comunitário, juntando-se a Gainesville Community Playhouse de 2006 a 2015. Quando ele se formou com um Bacharel de Ciência em engenharia química em 2011, ele subsequentemente combinou seu trabalho diurno como um engenheiro de manufatura em uma empresa de desenvolvimento farmacêutico em Alachua com seu trabalho noturno em teatro, até o seu sucesso como Viner o levou a deixar o seu primeiro trabalho para se focar no teatro e Vine. Em Junho de 2017, ele revelou ser gay.

## Carreira

### Vine e Sanders Shorts
Thomas iniciou sua carreira online como "Foster Dawg", nomeado em memória de seu primeiro cachorro, Foster, em 14 de Abril de 2013. Uma imitação de voz como Stewie Griffin, de Family Guy, em um drive-thru, foi o seu primeiro Vine que virou viral, levando a um contínuo sucesso no aplicativo. Ele renomeou o seu canal como "Thomas Sanders". O seu canal chegou a ter 1 milhão de seguidores no Vine em Outubro de 2013. O seu maior sucesso no Vine foi a série Narrating People's Lives, também conhecido como Storytime, onde ele se aproximava de estranhos aleatórios, narrando comicamente atividades do dia-a-dia que eles estavam realizando e mostrando suas reações. Outras séries no Vine que ele é conhecido por fazer são Disney Pranks with Friends (Pegadinhas da Disney com Amigos), Pokémon Pranks (Pegadinhas de Pokémon), Misleading Compliments (Elogios Enganosos), Musicals in Real Life (Musicais na Vida Real), Stewie vs. Herbert (co-estrelando Taylor Shrum como Herbert), Shoutout Sunday (Menções de Domingo), dentre outras. Desde Abril de 2015, Sanders conseguiu mais de 5 milhões de seguidores, fazendo Thomas Sanders o décimo sétimo Viner mais seguido neste tempo.
Quando Twitter anunciou que Vine iria ser desativada no fim de 2016, Sanders anunciou que ele continuaria a fazer seus curtas até o dia de desativação. Quando Vine desativou em 17 de Janeiro de 2017, Sanders chegou a ter 8.3 milhões de seguidores. Desde esta data, seus curtas, também conhecidos como Sanders Shorts, são postados primeiramente em seu Instagram, que desde Novembro de 2020, tem 3,4 milhões de seguidores. Ele também encoraja seus seguidores, denominados de Fanders, a fazer fan art inspirada em seu trabalho e enviar a ele, para escolher os melhores exemplos e postar semanalmente, dando créditos a todos os artistas.
Em 24 de fevereiro de 2015 Sanders apareceu como convidado ao The View, em um segmento estrelando estrelas do Vine, onde ele foi entrevistado sobre a sua popularidade, e um de seus Vines foi mostrado no The Ellen DeGeneres Show na seção Vine after Vine. Sanders já colaborou com Viners como Vincent Marcus, Brandon Calvillo e Amymarie Gaertner, e apresentava participações especiais e aparições de pessoas como Sean Bean, Nicolle Wallace, Stacy London, Nick Pitera (da qual ele fez uma série de Vines, Unexpected Duets/Duetos Inesperados), Brizzy Voices, Gabbie Hanna, Tara Strong, E. G. Daily, Jim Cummings, Daniel Howell e Phil Lester, Adam Pascal e os atores principais de Hamilton, Teen Titans Go! e Steven Universe, dentre outros.[carece de fontes?]

### YouTube
Sanders estreou sua conta oficial no YouTube em 15 de março de 2009. Após conquistar seguidores através do Vine, ele começou a publicar mais frequentemente no YouTube. Fez as suas primeiras colaborações com youtubers em 2015, centrando-se em pegadinhas, jogos e desafios. Até 2014, sua contagem de inscrição cresceu em escala menor, com aproximadamente 80 000 inscritos até ao final do ano. A partir desta data, sua contagem cresceu, progressivamente acelerando, tendo 200,000 inscritos em Abril de 2015, e mais de 700 000 inscritos no final de 2015.
No segundo semestre de 2016, ao mesmo tempo em que sua atividade ne Vine foi diminuindo ligeiramente seguindo o anúncio do Twitter sobre a desativação do Vine, Sanders anunciou que ele focaria mais em seu conteúdo no YouTube a partir de então. Desta forma, ele passou a publicar mais frequentemente vídeos no YouTube em formatos mais diversos. Desde Fevereiro de 2020, o canal possuí 3.33 milhões de inscritos.
Em 29 de outubro de 2018, ele estreou um segundo canal denominado Thomas Sanders and Friends (Thomas Sanders e Amigos), dedicado inteiramente a vídeos improvisados que ele fez no passado em seu canal principal com a ajuda de seus amigos e convidados, também postando mensalmente compilações de Sanders Shorts, enquanto o canal principal é dedicado exclusivamente as suas séries com roteiros, shows, e vídeos de música. O seu segundo canal chegou a 100,000 inscritos em 7 de  Novembro de 2018, nove dias depois de sua criação.
Em 10 de outubro de 2020 Sanders anunciou a criação de uma página do Patreon, denominada Janus’ Corridor of Stored Rewards (Corredor de Recompensas do Janus), baseado em seu personagem, representante de mentiras e decepção em sua série mais popular, Sanders Sides (Lados de Sanders).

### Sanders Sides
Desde 19 de outubro de 2016 que Thomas Sanders dirige uma web série do YouTube chamada Sanders Sides, escrita junto de Joan Stokes, na qual ele discute questões pessoais ou existenciais com quatro personagens principais, os titulares Sanders Sides. A série atualmente consiste em duas temporadas com um total em maio de 2020 de 30 episódios lançados em uma periodicidade variável. A 1ª temporada tem 17 episódios, desde 19 de outubro de 2016 a 19 de julho de 2017. Já a 2ª temporada começou em 1º de setembro de 2017 e, a partir de maio de 2020, tem 13 episódios. A série inicialmente era um crossover entre três personagens dos Vines/Sanders Shorts, especificamente, o Professor, o Príncipe e o Pai, mas enquanto a série continuava, os personagens evoluíram, tornando-se Logan, Roman e Patton, respectivamente, e personagens novos como Virgil, Janus e Remus foram introduzidos.
Os personagens são geralmente interpretados pelo próprio Sanders, embora ocasionalmente também tenham sido interpretados por Joan Stokes, Valerie Torres-Rosario, Terrence Williams Jr. e Talyn. Joan e Talyn também colaboram extensivamente com Sanders na produção da série, pesquisando os tópicos principais de cada episódio, fazendo adereços, decorando cenários, desenhando, costurando à mão as vestimentas, maquiagem e ajudando na edição e efeitos visuais. Sanders Sides às vezes apresentou participações de estrelas convidadas, como Lilly Singh e Butch Hartman que, além de aparecer como ele mesmo, criou uma sequência animada exclusivamente para Sanders Sides, onde Thomas e seus lados se tornaram personagens animados. Tara Strong, que já havia aparecido em vários Vines e Sanders Shorts, também fez uma participação especial no episódio de Hartman. Em 22 de novembro de 2019, foi criada uma série complementar denominada de Sanders Asides (Sanders Aparte), apresentando os Lados em histórias mais leves em episódios mais curtos, nas palavras de Sanders, para apresentar histórias não diretamente ligadas à narrativa principal, para "esperançosamente" lançar conteúdos de Sanders Sides com mais frequência.
Os Lados de Sanders são projeções da mente de Thomas, e representam diferentes aspectos de sua personalidade. Thomas geralmente começa cada episódio como um vlog normal, sobre um determinado tópico ou dilema. Às vezes, ele é interrompido pelos Lados que aparecem antes dele, e às vezes Thomas os convoca para conseguir ajuda. Isso inicia um debate onde cada um dos lados oferece seu ponto de vista de acordo com o traço de personalidade que eles representam até que todos cheguem a uma conclusão, tanto para Thomas quanto para os espectadores. Tudo isso é combinado com piadas e momentos cômicos, dramáticos ou emocionantes entre Thomas e os lados.

#### Personagens de Sanders Sides
Os nomes dos Lados principais são Logan, Roman, Patton e Virgil, embora no início eles eram conhecidos, respectivamente como Lógica ou Professor, Criatividade ou Príncipe, Moralidade ou Pai, e Ansiedade, até que revelaram seus nomes um por um.
Logan é o pensamento lógico de Thomas, sua inteligência e seu conhecimento adquirido. Ele tem a aparência de um professor de ensino médio, vestindo uma camisa polo preta, uma gravata azul e óculos pretos. Ele se baseia no conceito de Logos de Aristóteles, um dos três modos de persuasão que apela à lógica e ao raciocínio.
Roman representa a criatividade de Thomas, suas fantasias, esperanças e sonhos, e amor pelo canto. Ele tem a aparência de um príncipe de conto de fadas da Disney, vestindo um terno real branco do século 19 com um ornamento dourado no ombro e uma faixa vermelha cruzando o peito, e às vezes ele usa uma katana como sua arma de escolha. Ele se baseia no conceito de romantismo para romance e Romantismo, o movimento artístico envolvendo contos de cavaleiros e princesas como um de seus temas.
Patton é apresentado como a moralidade de Thomas, seu senso de certo e errado, suas emoções, sentimentos e sua criança interior. Ele tem a aparência de um pai de família americano típico, vestindo uma camisa polo azul, um cardigã amarrado nos ombros e óculos pretos, os mesmos óculos que Logan usa. Baseia-se no conceito de Pathos, também de Aristóteles, outro dos três modos de persuasão, este apelando às emoções.
Virgíl é a ansiedade de Thomas, seus medos, reflexos de luta ou fuga e seu instinto de sobrevivência. Ele tem a aparência de um adolescente emo, vestindo uma camisa tingida de roxo, um moletom cinza escuro com manchas roxas, seu cabelo por todo o rosto e sombra sob os olhos. Seu nome é baseado no nome latim Vergilius que, embora tenha um significado desconhecido, os especialistas teorizam que deriva de "vigília" ou "vigilante", e também do poeta romano Virgílio, que aparece como personagem no Inferno de Dante, um vídeo jogo baseado na Divina Comédia de Dante, onde ele acompanha Dante através do Mundo Inferior.
Janus representa o lado deceptivo de Thomas, todas as mentiras e falsidades que Thomas conta a todos e a si próprio. Ele tem a aparência combinando vestimentas do século 19 com a estética de serpente. Usa um chapéu de feltro preto com uma fita preta. Metade de seu rosto é meio semelhante a uma cobra, com um olho amarelo em forma de fenda com uma pele rosada, e uma mandíbula que extende até o final de sua face de serpente. Ele também usa luvas amarelas brilhantes, sobretudo preto e amarelo com gola ostenta uma capa preta, mostrando ainda mais o mistério das mentiras. Seu nome é baseado em Jano, o Deus Romano de começos, portas, transições, tempo, dualidade, entradas, passagens e finais, o que encaixa a sua aparência e seu papel na série.
Remus representa os pensamentos intrusivos de Thomas, o lado sombrio, impulsivo e perturbador da criatividade, o que faz dele o irmão gêmeo de Roman. Ele tem a aparência da era Stuart, com um traje cintilante semelhante ao de Roman, porém, em preto, prata e verde - este último sendo a cor das sombras do vermelho. O traje é acentuado com elementos de terror, como dentes humanos e um globo ocular. Ele tem uma mecha prateada no cabelo, um bigode encaracolado e maquiagem dos olhos cor de hematoma. Seu nome é baseado em um dos fundadores de Roma, da história dos gêmeos Rômulo e Remo.

### Teatro
Além de sua carreira na Internet, Sanders trabalhou em teatro musical durante o seu tempo trabalhando em Gainesville Community Playhouse, para produções incluindo Hot Mikado (2007), Singin 'in the Rain (2009), The Producers (2010), Anything Goes (2011), Into the Woods (2014), e Les Misérables (2014). Em 2015, Sanders fez seu primeiro trabalho profissional no teatro estrelando em Heathers: The Musical como J.D., em uma produção realizada em Orlando. De 8 de agosto a 2 de setembro de 2016, Sanders fez uma turnê musical, Ultimate Storytime, escrita por Sanders com canções compostas por Jacob Fjeldheim, baseado em sua série do Vine, Narrating People's Lives, apresentando-se em 17 cidades nos EUA e Canadá, incluindo Toronto e Nova York. Em 2019, Sanders foi escalado como substituto da Besta in Beauty and the Beast.

## Prêmios e indicações
| Ano  | Prêmio(s)                                       | Resultado |
| ---- | ----------------------------------------------- | --------- |
| 2014 | Ryan Seacrest's Favorite Vine Celebrity Contest | Venceu    |
| 2015 | Univision's Shorty Awards — Vine Star do ano    | Venceu    |
| 2016 | Streamy Awards - Viner do ano                   | Venceu    |